# Želatina

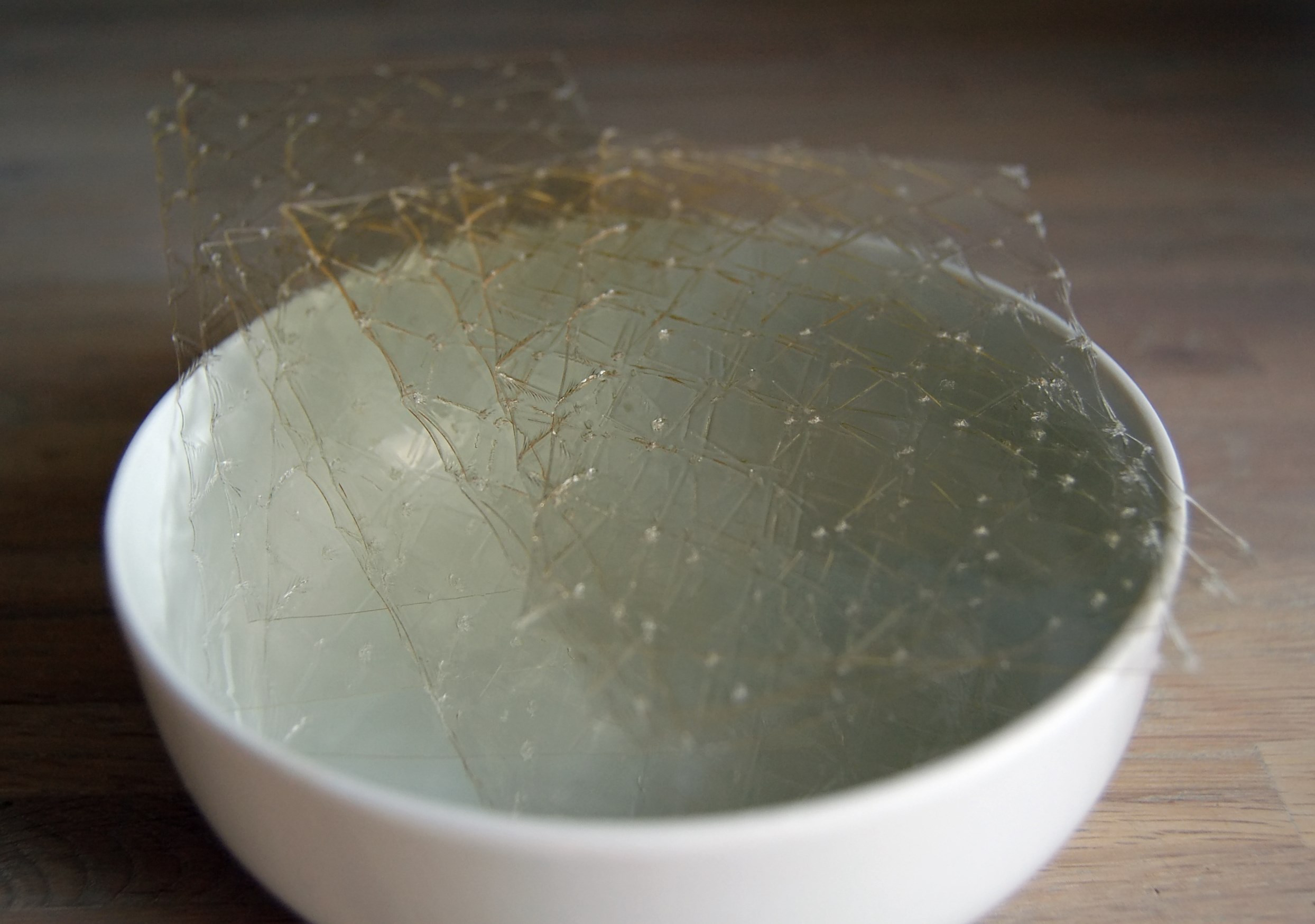
Želatinové plátky na vaření

Želatina je velmi čistý a jemný klih, který se získává vyvařením šlach, kůží, kostí a jiných jatečních odpadů bohatých na kolagen. Vařením se kolagen přeměňuje na glutin, což je látka, která má rosolovací schopnost a je nejpodstatnější složkou želatiny.[zdroj?]

## Využití
Želatina se používá především v potravinářství k výrobě masových a rybích specialit podávaných v aspiku, jako zahušťovadlo a pojidlo, při výrobě cukrovinek, dortů ap. V potravinách se jako náhrada želatiny také používá karagenan (E407), karubin (E410), pektin a agar, které nejsou živočišného původu.
Významné je její průmyslové využití, např. při výrobě fotografické emulze pro negativní i pozitivní materiály se želatina používá jako hmota, ve které jsou rovnoměrně rozpuštěny světlocitlivé prvky a sloučeniny.
Ve farmacii se používá jako pojivo tablet a zejména k výrobě tobolek (kapslí).
Vzácně se s želatinou setkáváme v organické syntéze coby s pohlcovačem kovových iontů v reakcích, kde by tyto ionty mohly působit narušení jejího chodu, například v Hofmannově odbourávání.